# Bormujos
Bormujos er en by og kommune i det sydlige Spanien i provinsen Sevilla. Den har et indbyggertal på 22.970 (2024) indbyggere.